# Landtag de Styrie
19e législature
Landhaus de Graz
Le Landtag de Styrie (en allemand : Landtag Steiermark) est le parlement régional du Land autrichien de Styrie. Il siège au Landhaus à Graz.

## Système électoral
Les 36 sièges du Landtag sont élus au scrutin proportionnel plurinominal à liste ouverte dans le cadre d'un processus en deux étapes. Quarante sièges sont répartis entre quatre circonscriptions plurinominales. Pour que les partis reçoivent une représentation au Landtag, ils doivent soit remporter au moins un siège dans une circonscription. Les sièges des circonscriptions sont répartis selon le quotient de Hare, les huit sièges restants au niveau de Land sont attribués selon la méthode D'Hondt, afin d'assurer la proportionnalité globale entre la part des voix d'un parti et sa part de sièges.